# Pheidolomyia alpina
Pheidolomyia alpina är en tvåvingeart som beskrevs av Schmitz 1915. Pheidolomyia alpina ingår i släktet Pheidolomyia och familjen puckelflugor. Inga underarter finns listade i Catalogue of Life.